# Gustav Rostosky

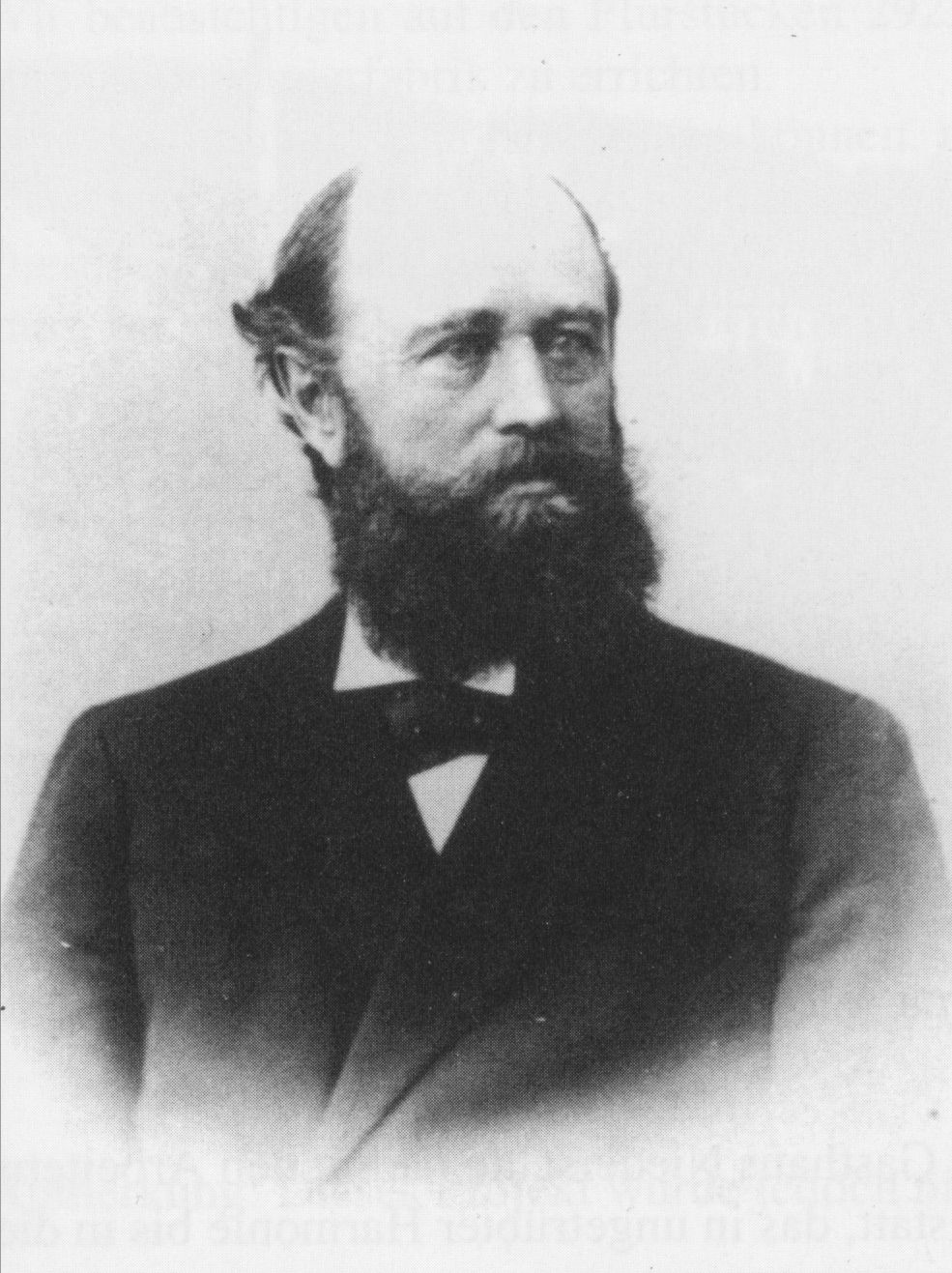
Gustav Rostosky

Gustav Rostosky (* 28. Juli 1839 in Leipzig; † 7. November 1898 in Niederlößnitz (heute Radebeul)) war ein deutscher Unternehmer in der Holzstoff- und Papierindustrie und sächsischer Politiker als Mitglied der Ständeversammlung (Landtag) des Königreichs Sachsen.
Rostosky, Sohn des Fabrikbesitzers Emil Rostosky, war Gründer und Direktor der Holzstoff- und Papierfabrik zu Schlema mit Sitz in Niederschlema, einer seinerzeit selbstständigen Gemeinde, heute Teil von Bad Schlema. Darüber hinaus wirkte er als Vorsitzender des Vereins der sächsischen Papierfabrikanten. 
Rostosky wurde als Abgeordneter des 42. bäuerlichen Wahlkreises in die zweite Kammer der sächsischen Ständeversammlung gewählt, der er von 1895 bis 1898 angehörte. Für seine Verdienste erhielt er den Ehrentitel eines königlich sächsischen Kommerzienrats.
Rostosky, wohnhaft in Niederschlema, verstarb 1898 während eines Sanatoriumsaufenthalts in Dr. Kadner's Sanatorium in der Niederlößnitz.